# ۶۹ شکارچی
۶۹ شکارچی (انگلیسی: 69 Orionis) تک ستاره‌ای در صورت فلکی شکارچی است که با چشم غیرمسلح به‌عنوان نقطه نورانی کم رنگ و آبی-سفید با قدر ظاهری ۴.۹۲ قابل مشاهده است. بر اساس اختلاف منظر تقریباً ۵۳۰ سال نوری از خورشید فاصله دارد و با سرعت شعاعی +۲۲ کیلومتر بر ثانیه دورتر می‌شود.